# Драганово (област Добрич)
Вижте пояснителната страница за други значения на Драганово.
Драганово е село в Североизточна България. То се намира в община Добрич, област Добрич. В окръжния печат от 1893 г. са запазени данни за местности и имоти в землището на селото.

## Население
Преброяване на населението през 2011 г.
Численост и дял на етническите групи според преброяването на населението през 2011 г.:
|                     | Численост | Дял (в %) |
| Общо                | 162       | 100,00    |
| Българи             | 66        | 40,74     |
| Турци               | 27        | 16,66     |
| Цигани              | 27        | 16,66     |
| Други               | 0         | 0,00      |
| Не се самоопределят | 0         | 0,0       |
| Неотговорили        | 40        | 24,69     |